# Episodi di Dragon Ball Z (settima stagione)
La settima stagione della serie televisiva anime Dragon Ball Z si intitola Saga del torneo dell'aldilà (あの世一武道会編?, Anoyoichi budōkai hen) e comprende gli episodi dal 195 al 199. È prodotta da Toei Animation con regia di Daisuke Nishio, basata sul manga Dragon Ball di Akira Toriyama. La trama è una storia originale non presente nel manga e ha come oggetto il torneo di arti marziali a cui Goku prende parte nell'aldilà dopo aver perso la vita durante il Cell Game per salvare la Terra.
La stagione è andata in onda in Giappone su Fuji TV di mercoledì dal 28 luglio al 1º settembre 1993. L'edizione italiana è stata trasmessa in prima visione su Italia 1 dal 9 al 15 novembre 2000 con un episodio al giorno, ad eccezione del fine settimana.
Nell'edizione originale è l'ultima stagione ad impiegare come sigle di apertura e chiusura rispettivamente Cha-La Head-Cha-La di Hironobu Kageyama e Detekoi tobikiri Zenkai Power! di Manna. Nel passaggio televisivo italiano invece è impiegata la sigla unica What's My Destiny Dragon Ball, cantata da Giorgio Vanni.

## Lista episodi
| Nº  | Titolo italiano Giapponese 「Kanji」 - Rōmaji | In onda           | In onda          |
| Nº  | Titolo italiano Giapponese 「Kanji」 - Rōmaji | Giapponese        | Italiano         |
| 195 | L'incontro con il Gran Maestro Re Kaio 「大感激!!いたぞ!あの世のスゲエ奴」 - Daikangeki!! Ita zo! Ano Yo no Sugē Yatsu | 28 luglio 1993    | 9 novembre 2000  |
| 195 | Mentre Goku fa la conoscenza del Grande Maestro re Kaioh e di Paikuhan Cell viene spedito nel Regno degli Inferi e inizia a provocare numerosi danni insieme a Freezer, suo padre e la Squadra Ginew. Goku e Paikuhan raggiungono il posto e sconfiggono Cell e la sua banda, spedendoli in prigione.                                                                                                  |                   |                  |
| 196 | Il torneo fra le quattro galassie 「あの世一はオラだ歴代の勇者大集合」 - Ano Yo Ichi wa Ora da Rekishi no Yūsha Daishū gō | 11 agosto 1993    | 10 novembre 2000 |
| 196 | Nell'aldilà Goku partecipa al torneo tra le quattro galassie indetto dal Gran Maestro re Kaioh. |                   |                  |
| 197 | Quarti di finale 「大界王星熱狂!!まきおこせ悟空旋風」 - Daikaiōsei Nekkyō!! Makiokose Gokū Senpū | 18 agosto 1993    | 13 novembre 2000 |
| 197 | Si svolgono i quarti di finale: Goku combatte con un tipo di anfibio della galassia dell'est che con il Taiyoken sconfigge senza difficoltà. L'altro quarto di finale vede Paikuhan contro un terrestre. Alla fine il terrestre viene buttato fuori dal ring. La vittoria va a Paikuhan e Goku non vede l'ora di affrontarlo.                                                                          |                   |                  |
| 198 | Gran finale 「炎の決勝!!悟空かパイクーハンか!?」 - Honoo no Kesshō!! Gokū ka Paikūhan ka!? | 25 agosto 1993    | 14 novembre 2000 |
| 198 | Dopo avere superato le semifinali inizia l'ultimo incontro e sia Goku che Paikuhan dimostrano la loro immensa forza, che lascia allibiti gli spettatori. L'alieno ha combattuto con indosso alcuni pesi e, ora che se ne è liberato, la sua forza è aumentata parecchio. Goku capisce che anche lui deve fare sul serio: quindi si trasforma in Super Saiyan aumentando notevolmente la propria forza. |                   |                  |
| 199 | Sorpresa finale 「逃がすな勝利!!決めろ超速かめはめ波」 - Nigasu na Shōri!! Kimero Chōhaya Kamehameha | 1º settembre 1993 | 15 novembre 2000 |
| 199 | Goku affronta Paikuhan in finale, vincendo. Ma il Gran Maestro re Kaioh dichiara che nessuno dei due combattenti ha vinto, in quanto entrambi hanno toccato il soffitto, che equivale a "fuori dal ring". |                   |                  |

## Home video
Gli episodi della settima stagione di Dragon Ball Z sono compresi nei dischi 33 e 34 dell'edizione in DVD giapponese, pubblicati il 18 settembre 2003 all'interno del secondo volume di Dragon Box Z hen e poi ad uscite individuali il 6 settembre e il 4 ottobre 2006.
| N° | Data             | Episodi | Fonte  |
| -- | ---------------- | ------- | ------ |
| 33 | 6 settembre 2006 | 190-195 | [ 10 ] |
| 34 | 4 ottobre 2006   | 196-201 | [ 11 ] |